# 道後公園

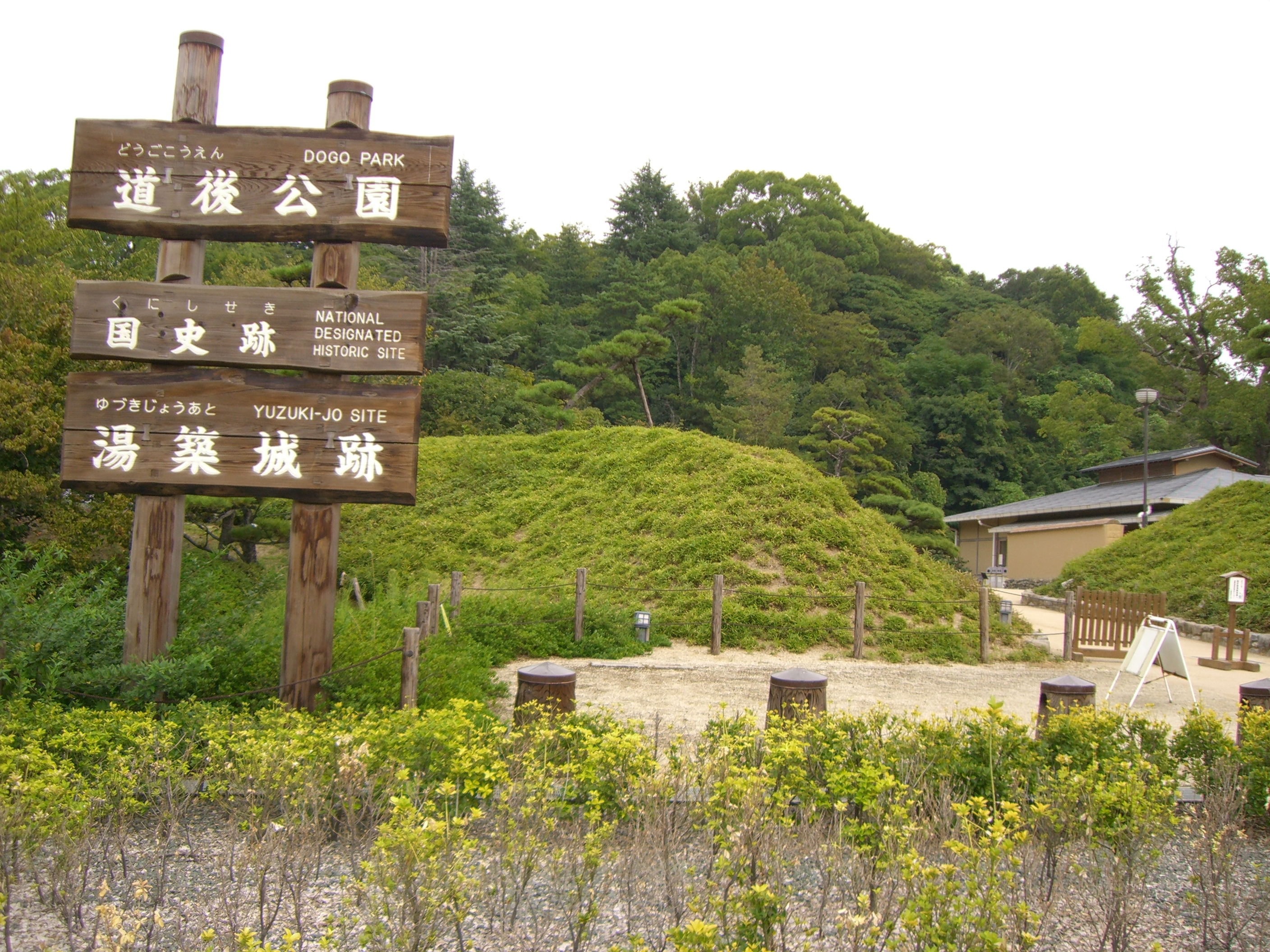

道後公園（日语：／）是位於日本愛媛縣松山市道後町湯築城遺跡及其附近的一座愛媛縣立的都市公園，前身是道後植物園。公園內丘陵上的湯築城遺跡現在是瞭望台。道後公園是賞櫻勝地，每逢櫻花時節吸引眾多遊客賞櫻。道後公園的櫻花也是松山地方氣象台的標本木，是櫻前線的指標。

## 历史
- 1886年：道後植物園设立
- 1888年：植物園废止，改设县立道後公園
- 1953年：園内设置愛媛县立道後動物園
- 1987年：動物園搬出

33°50′54″N 132°47′13″E / 33.848306°N 132.786806°E